# Kecamatan Buaymadang
Kecamatan Buaymadang är ett distrikt i Indonesien.   Det ligger i provinsen Sumatera Selatan, i den västra delen av landet, 300 km nordväst om huvudstaden Jakarta.